# Національні парки Нової Зеландії

Карта Нової Зеландії з національними парками, позначеними зеленим кольором

Національні парки Нової Зеландії є заповідними територіями, котрі управляються Департаментом охорони навколишнього середовища. Парки мають велике культурне значення та історичну цінність. Так, Національний парк Тонгаріро входить до об'єктів світової спадщини ЮНЕСКО як об'єкт культурної так і природної спадщини. Чотири національні парки Південного острова утворюють район Те-Вахіпоунаму — ще один об'єкт світової спадщини. Нині в Новій Зеландії налічується 13 національних парків.
Національні парки мають популярність серед туристів. Приблизно кожен третій турист відвідує принаймні один національний парк під час перебування в Новій Зеландії.

## Список національних парків
| Національний парк                                  | Регіон               | Площа, км² | Рік заснування | Зображення | Карта                                                                                                  |
| -------------------------------------------------- | -------------------- | ---------- | -------------- | ---------- | --- |
| Абель-Тасман англ. Abel Tasman National Park       | Тасман               | 225,41     | 1942           |            | |
| Артурс-Пасс англ. Arthur's Pass National Park      | Кентербері/Вест-Кост | 1143,57    | 1929           |            | Національні парки Нової Зеландії. Карта розташування: Нова Зеландія · Національні парки Нової Зеландії |
| Кагуранґі англ. Kahurangi National Park            | Вест-Кост/Тасман     | 4520       | 1996           |            | Національні парки Нової Зеландії. Карта розташування: Нова Зеландія · Національні парки Нової Зеландії |
| Маунт-Аспайрінґ англ. Mount Aspiring National Park | Отаго/Вест-Кост      | 3555,31    | 1964           |            | Національні парки Нової Зеландії. Карта розташування: Нова Зеландія · Національні парки Нової Зеландії |
| Маунт-Кук англ. Aoraki/Mount Cook National Park    | Кентербері           | 707,28     | 1953           |            | Національні парки Нової Зеландії. Карта розташування: Нова Зеландія · Національні парки Нової Зеландії |
| Нельсон-Лейкс англ. Nelson Lakes National Park     | Тасман               | 1017,53    | 1956           |            | Національні парки Нової Зеландії. Карта розташування: Нова Зеландія · Національні парки Нової Зеландії |
| Папароа англ. Paparoa National Park                | Вест-Кост            | 305,6      | 1987           |            | Національні парки Нової Зеландії. Карта розташування: Нова Зеландія · Національні парки Нової Зеландії |
| Ракіура англ. Rakiura National Park                | Саутленд             | 1683       | 2002           |            | Національні парки Нової Зеландії. Карта розташування: Нова Зеландія · Національні парки Нової Зеландії |
| Уревера англ. Te Urewera National Park             | Хокс-Бей             | 2126,75    | 1954—2014      |            | Національні парки Нової Зеландії. Карта розташування: Нова Зеландія · Національні парки Нової Зеландії |
| Тонгаріро англ. Tongariro National Park            | Манавату-Вангануї    | 795,98     | 1887           |            | Національні парки Нової Зеландії. Карта розташування: Нова Зеландія · Національні парки Нової Зеландії |
| Вестленд англ. Westland Tai Poutini National Park  | Вест-Кост            | 1175,47    | 1960           |            | Національні парки Нової Зеландії. Карта розташування: Нова Зеландія · Національні парки Нової Зеландії |
| Вангануї англ. Whanganui National Park             | Манавату-Вангануї    | 742,31     | 1986           |            | Національні парки Нової Зеландії. Карта розташування: Нова Зеландія · Національні парки Нової Зеландії |
| Фіордленд англ. Fiordland National Park            | Саутленд             | 12519,24   | 1952           |            | Національні парки Нової Зеландії. Карта розташування: Нова Зеландія · Національні парки Нової Зеландії |
| Еґмонт англ. Egmont National Park                  | Таранакі             | 335,43     | 1900           |            | Національні парки Нової Зеландії. Карта розташування: Нова Зеландія · Національні парки Нової Зеландії |